# 6e étape du Tour d'Italie 2004
Pour un article plus général, voir Tour d'Italie 2004.
La 6e étape du Tour d'Italie 2004 a eu lieu le 14 mai 2004 entre la ville de Spoleto et celle de Valmontone sur une distance de 164 km. Elle a été remportée au sprint par l'Italien Alessandro Petacchi (Fassa Bortolo) devant l'Allemand Olaf Pollack (Gerolsteiner) et l'Argentin Alejandro Borrajo (Ceramica Panaria-Margres). Gilberto Simoni (Saeco) conserve le maillot rose de leader du classement général à l'issue de l'étape.

## Classement de l'étape
| \| Classement de l'étape \| Classement de l'étape \| Classement de l'étape \| Classement de l'étape \| Classement de l'étape \| \| Coureur \| Coureur \| Pays \| Équipe \| Temps \| \| --------------------- \| --------------------- \| --------------------- \| ------------------------------ \| --------------------- \| \| 1er \| Alessandro Petacchi \| Italie \| Fassa Bortolo \| 4 h 00 min 55 s \| \| 2e \| Olaf Pollack \| Allemagne \| Gerolsteiner \| + 0 s \| \| 3e \| Alejandro Borrajo \| Argentine \| Ceramica Panaria-Margres \| + 0 s \| \| 4e \| Eddy Mazzoleni \| Italie \| Saeco \| + 0 s \| \| 5e \| Andris Naudužs \| Lettonie \| Domina Vacanze \| + 0 s \| \| 6e \| Fred Rodriguez \| États-Unis \| Acqua & Sapone - Caffè Mokambo \| + 0 s \| \| 7e \| Andrus Aug \| Estonie \| Domina Vacanze \| + 0 s \| \| 8e \| Aliaksandr Usau \| Biélorussie \| Phonak Hearing Systems \| + 0 s \| \| 9e \| Robbie McEwen \| Australie \| Lotto-Domo \| + 0 s \| \| 10e \| Michael Albasini \| Suisse \| Phonak Hearing Systems \| + 0 s \| |                     |             |                                |                 |
| |                     |             |                                |                 |
| |                     |             |                                |                 |
| Classement de l'étape |                     |             |                                |                 |
| Coureur | Coureur             | Pays        | Équipe                         | Temps           |
| 1er | Alessandro Petacchi | Italie      | Fassa Bortolo                  | 4 h 00 min 55 s |
| 2e | Olaf Pollack        | Allemagne   | Gerolsteiner                   | + 0 s           |
| 3e | Alejandro Borrajo   | Argentine   | Ceramica Panaria-Margres       | + 0 s           |
| 4e | Eddy Mazzoleni      | Italie      | Saeco                          | + 0 s           |
| 5e | Andris Naudužs      | Lettonie    | Domina Vacanze                 | + 0 s           |
| 6e | Fred Rodriguez      | États-Unis  | Acqua & Sapone - Caffè Mokambo | + 0 s           |
| 7e | Andrus Aug          | Estonie     | Domina Vacanze                 | + 0 s           |
| 8e | Aliaksandr Usau     | Biélorussie | Phonak Hearing Systems         | + 0 s           |
| 9e | Robbie McEwen       | Australie   | Lotto-Domo                     | + 0 s           |
| 10e | Michael Albasini    | Suisse      | Phonak Hearing Systems         | + 0 s           |

## Classement général
L'étape s'étant terminé au sprint, pas de changement au classement général de l'épreuve. L'Italien Gilberto Simoni (Saeco) porte toujours le maillot rose de leader. Il devance son coéquipier et compatriote Damiano Cunego de treize secondes et l'Ukrainien Yaroslav Popovych (Landbouwkrediet-Colnago) de vingt-et-une secondes.
| \| Classement général \| Classement général \| Classement général \| Classement général \| Classement général \| \| Coureur \| Coureur \| Pays \| Équipe \| Temps \| \| ------------------ \| ------------------ \| ------------------ \| ---------------------------------- \| ------------------ \| \| 1er \| Gilberto Simoni \| Italie \| Saeco \| 27 h 35 min 30 s \| \| 2e \| Damiano Cunego \| Italie \| Saeco \| + 13 s \| \| 3e \| Yaroslav Popovych \| Ukraine \| Landbouwkrediet-Colnago \| + 21 s \| \| 4e \| Franco Pellizotti \| Italie \| Alessio-Bianchi \| + 29 s \| \| 5e \| Gerhard Trampusch \| Autriche \| Acqua & Sapone - Caffè Mokambo \| + 41 s \| \| 6e \| Giuliano Figueras \| Italie \| Ceramica Panaria-Margres \| + 45 s \| \| 7e \| Dario Cioni \| Italie \| Fassa Bortolo \| + 52 s \| \| 8e \| Serhiy Honchar \| Ukraine \| De Nardi-Piemme Telekom \| + 58 s \| \| 9e \| Stefano Garzelli \| Italie \| Vini Caldirola-Nobili Rubinetterie \| + 1 min 05 s \| \| 10e \| Eddy Mazzoleni \| Italie \| Saeco \| + 1 min 06 s \| |                   |          |                                    |                  |
| |                   |          |                                    |                  |
| |                   |          |                                    |                  |
| Classement général |                   |          |                                    |                  |
| Coureur | Coureur           | Pays     | Équipe                             | Temps            |
| 1er | Gilberto Simoni   | Italie   | Saeco                              | 27 h 35 min 30 s |
| 2e | Damiano Cunego    | Italie   | Saeco                              | + 13 s           |
| 3e | Yaroslav Popovych | Ukraine  | Landbouwkrediet-Colnago            | + 21 s           |
| 4e | Franco Pellizotti | Italie   | Alessio-Bianchi                    | + 29 s           |
| 5e | Gerhard Trampusch | Autriche | Acqua & Sapone - Caffè Mokambo     | + 41 s           |
| 6e | Giuliano Figueras | Italie   | Ceramica Panaria-Margres           | + 45 s           |
| 7e | Dario Cioni       | Italie   | Fassa Bortolo                      | + 52 s           |
| 8e | Serhiy Honchar    | Ukraine  | De Nardi-Piemme Telekom            | + 58 s           |
| 9e | Stefano Garzelli  | Italie   | Vini Caldirola-Nobili Rubinetterie | + 1 min 05 s     |
| 10e | Eddy Mazzoleni    | Italie   | Saeco                              | + 1 min 06 s     |

## Classements annexes
| Classement par points | Classement par points | Classement par points | Classement par points          | Classement par points |
| Coureur               | Coureur               | Pays                  | Équipe                         | Points                |
| --------------------- | --------------------- | --------------------- | ------------------------------ | --------------------- |
| 1er                   | Alessandro Petacchi   | Italie                | Fassa Bortolo                  | 80 pts                |
| 2e                    | Robbie McEwen         | Australie             | Lotto-Domo                     | 66 pts                |
| 3e                    | Olaf Pollack          | Allemagne             | Gerolsteiner                   | 62 pts                |
| 4e                    | Crescenzo D'Amore     | Italie                | Acqua & Sapone - Caffè Mokambo | 47 pts                |
| 5e                    | Eddy Mazzoleni        | Italie                | Saeco                          | 46 pts                |

| Classement par points | Classement par points | Classement par points | Classement par points          | Classement par points |
| Coureur               | Coureur               | Pays                  | Équipe                         | Points                |
| --------------------- | --------------------- | --------------------- | ------------------------------ | --------------------- |
| 1er                   | Alessandro Petacchi   | Italie                | Fassa Bortolo                  | 80 pts                |
| 2e                    | Robbie McEwen         | Australie             | Lotto-Domo                     | 66 pts                |
| 3e                    | Olaf Pollack          | Allemagne             | Gerolsteiner                   | 62 pts                |
| 4e                    | Crescenzo D'Amore     | Italie                | Acqua & Sapone - Caffè Mokambo | 47 pts                |
| 5e                    | Eddy Mazzoleni        | Italie                | Saeco                          | 46 pts                |

| Classement de la montagne | Classement de la montagne | Classement de la montagne | Classement de la montagne | Classement de la montagne |
| Coureur                   | Coureur                   | Pays                      | Équipe                    | Points                    |
| ------------------------- | ------------------------- | ------------------------- | ------------------------- | ------------------------- |
| 1er                       | Fabian Wegmann            | Allemagne                 | Gerolsteiner              | 17 pts                    |
| 2e                        | Gilberto Simoni           | Italie                    | Saeco                     | 16 pts                    |
| 3e                        | Alexandre Moos            | Suisse                    | Phonak Hearing Systems    | 14 pts                    |
| 4e                        | Damiano Cunego            | Italie                    | Saeco                     | 13 pts                    |
| 5e                        | Renzo Mazzoleni           | Italie                    | Tenax                     | 9 pts                     |

| Classement de la montagne | Classement de la montagne | Classement de la montagne | Classement de la montagne | Classement de la montagne |
| Coureur                   | Coureur                   | Pays                      | Équipe                    | Points                    |
| ------------------------- | ------------------------- | ------------------------- | ------------------------- | ------------------------- |
| 1er                       | Fabian Wegmann            | Allemagne                 | Gerolsteiner              | 17 pts                    |
| 2e                        | Gilberto Simoni           | Italie                    | Saeco                     | 16 pts                    |
| 3e                        | Alexandre Moos            | Suisse                    | Phonak Hearing Systems    | 14 pts                    |
| 4e                        | Damiano Cunego            | Italie                    | Saeco                     | 13 pts                    |
| 5e                        | Renzo Mazzoleni           | Italie                    | Tenax                     | 9 pts                     |

| Classement Intergiro | Classement Intergiro | Classement Intergiro | Classement Intergiro         | Classement Intergiro |
|                      | Coureur              | Pays                 | Équipe                       | Temps                |
| -------------------- | -------------------- | -------------------- | ---------------------------- | -------------------- |
| 1er                  | Crescenzo D'Amore    | Italie               | Acqua & Sapone-Caffè Mokambo | en 17 h 13 min 46 s  |
| 2e                   | Aart Vierhouten      | Pays-Bas             | Lotto-Domo                   | + 8 s                |
| 3e                   | Marlon Pérez         | Colombie             | Colombia-Selle Italia        | + 20 s               |
| 4e                   | Alessandro Vanotti   | Italie               | De Nardi-Piemme Telekom      | + 20 s               |
| 5e                   | Massimo Strazzer     | Italie               | Saunier Duval-Prodir         | + 20 s               |
| modifier             |                      |                      |                              |                      |

| Classement par équipes | Classement par équipes         | Classement par équipes | Classement par équipes |
| Équipe                 | Équipe                         | Pays                   | Temps                  |
| ---------------------- | ------------------------------ | ---------------------- | ---------------------- |
| 1re                    | Saeco                          | Italie                 | 82 h 21 min 02 s       |
| 2e                     | Alessio-Bianchi                | Italie                 | + 1 min 29 s           |
| 3e                     | Ceramica Panaria-Margres       | Italie                 | + 2 min 01 s           |
| 4e                     | Lampre                         | Italie                 | + 2 min 02 s           |
| 5e                     | Acqua & Sapone - Caffè Mokambo | Italie                 | + 3 min 07 s           |

| Classement par équipes | Classement par équipes         | Classement par équipes | Classement par équipes |
| Équipe                 | Équipe                         | Pays                   | Temps                  |
| ---------------------- | ------------------------------ | ---------------------- | ---------------------- |
| 1re                    | Saeco                          | Italie                 | 82 h 21 min 02 s       |
| 2e                     | Alessio-Bianchi                | Italie                 | + 1 min 29 s           |
| 3e                     | Ceramica Panaria-Margres       | Italie                 | + 2 min 01 s           |
| 4e                     | Lampre                         | Italie                 | + 2 min 02 s           |
| 5e                     | Acqua & Sapone - Caffè Mokambo | Italie                 | + 3 min 07 s           |